# Ubiquity Records
Ubiquity Records est un label musical américain indépendant, fondé en 1990 à San Francisco en Californie aux États-Unis par Michael et Jody McFadin et désormais basé à Costa Mesa en Californie aux États-Unis depuis son déménagement en 2001.
Il publie des artistes de genres variés : jazz, funk, hip-hop, reggae, house, techno…

## Production

### Artistes
- Amp Fiddler
- As One
- Dee Edwards
- Eddie Harris
- Gloria Ann Taylor
- James Taylor Quartet
- Jazzanova
- Jimi Tenor
- Jeremy Ellis
- John Arnold
- John Beltran
- Ohmega Watts
- Radio Citizen
- Roy Davis Jr.
- Shawn Lee
- Theo Parrish

### Sous-labels
- CuBop
- Luv N' Haight